# 西喬治 (德克薩斯州)
西喬治（英語：George West）是一個位於美國德克薩斯州來弗歐克縣的城市。根據2010年美國人口普查，該地共人口2524人，而該地的面積約為4.90平方千米。同時該地也是來弗歐克縣的縣治。

## 地理
西喬治的座標為28°19′52″N 98°07′01″W / 28.33111°N 98.11694°W，而該地的平均海拔高度為48米（即157英尺）。